# O'Reilly (famiglia)
Gli O'Reilly (irlandese: Ó Raghallaigh) sono un gruppo di famiglie (clan), di origine gaelica irlandese, storicamente detentori del titolo di re del regno di Bréifne Orientale nell'attuale contea di Cavan. Il clan origina dalla setta degli Uí Briúin dei Connachta ed è strettamente imparentato agli O'Rourke del Bréifne Occidentale. 
O'Reilly è all'undicesimo posto nella lista dei cognomi irlandesi più comuni. È anche la forma patronimica del nome irlandese Reilly (gaelico irlandese: Uí Raghaile). Si trova comunemente in tutta l'Irlanda, con la più grande concentrazione del cognome che si trova nella contea di Cavan, seguito da Longford, Meath, Westmeath, Fermanagh e Monaghan e dalla provincia di Leinster. È anglicizzato come Reilly, Riley o O'Reilly. La forma originale del nome, Ó Raghallaigh, significa "nipote/discendente di Raghallach", nome che si pensa derivi dai composti ragh (che significa "razza") e ceallach (che significa "socievole").
La famiglia Ó Raghallaigh faceva parte dei Connachta, con il capostipite Raghallach che morì nella battaglia di Clontarf nel 1014. In seguito a una disputa di successione con gli O'Rourke, la famiglia divenne sovrana del Breifne Orientale, un territorio corrispondente alle odierne Contea di Cavan e Contea di Longford.
Il capo del clan O'Reilly è in contrasto con il capo del clan O'Rourke perché entrambi i clan si contendono l'un l'altro il titolo di Principe di Breifne. La disputa fu stabilita nel 1994 quando il Capo Araldo d'Irlanda fece del Capo O'Rourke il Principe di Breifne, ma l'Ufficio del Capo Araldo smise di concedere titoli di cortesia ai capi gaelici nel 2003. Nel 2017, con l'elezione del nuovo capo O'Reilly, la rivalità è stata riaccesa.